# Osbornita
L'osbornita és un mineral de la classe dels elements natius. S'anomena així per George Osborn, el qual va cedir el meteorit en el qual es va trobar el mineral. Va ser descoberta l'any 1870.

## Classificació
Segons la classificació de Nickel-Strunz, l'osbornita pertany a «01.BC.15 - Nitrurs» juntament amb els següents minerals: la roaldita, el siderazot, el nitrur de gal·li i la carlsbergita. Segons la classificació de Dana es troba al grup 1.1.19.1.

## Característiques
L'osbornita és un mineral de fórmula química TiN. La seva duresa a l'escala de Mohs és 8,5. De color groc daurat.

## Formació i jaciments
Es troba encastada en oldmanita en meteorits condrictis, així com en inclusions sòlides en corindó; també en materials detrítics meteoritzats en bretxes de xemeneia cimentades per ciment ultramàfic alcalí. També com a material sintètic; en aquest cas és àmpliament utilitzat en recobriments daurats en ceràmica. S'ha descrit en Europa, Àfrica, Àsia, Austràlia, a l'Amèrica del Nord i a l'Antàrtida.